# BMW N74
BMW N74 – 12-cylindrowy silnik benzynowy w układzie V produkowany przez BMW, w którym zastosowano układ TwinPower Turbo oraz bezpośredni wtrysk paliwa II generacji (High Precision Injection).

## N74 - N74B60A (7' F01/F02760i 760Li)
| Liczba cylindrów           | 12 w układzie V                    |
| Średnica cylindrów         | 89 mm                              |
| Skok tłoka                 | 80 mm                              |
| Pojemność                  | 5972 cm3                           |
| Stopień sprężania          | 10.0:1                             |
| Moc maksymalna             | 400 kW (544 KM) przy 5250 obr./min |
| Obroty maksymalne          |                                    |
| Maksymalny moment obrotowy | 750 Nm przy 1500-5000 obr./min     |